# Liste d'oueds de Libye

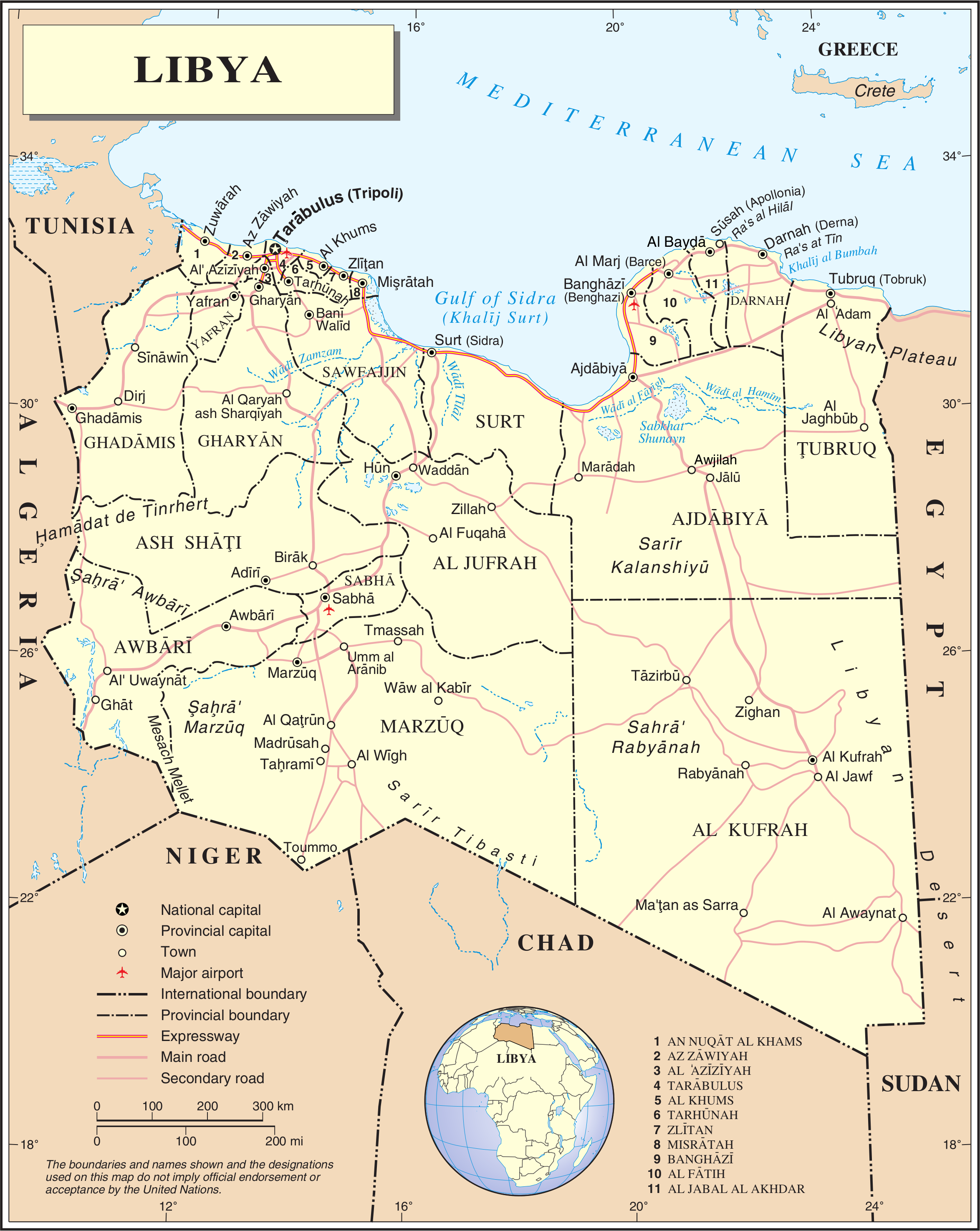
Carte de la Libye indiquant certains des oueds les plus importants.

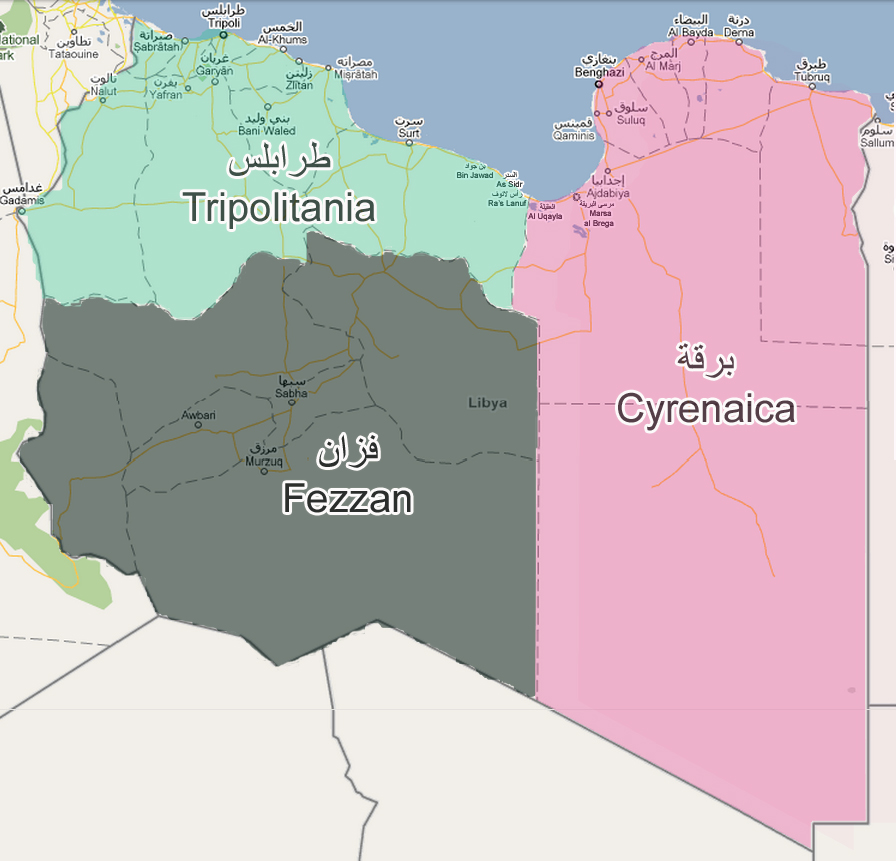
Carte des régions historiques de Libye : Tripolitaine, Fezzan et Cyrénaïque.

Ceci est une liste d'oueds en Libye . Cette liste est organisée par région, d'ouest en est.

## Tripolitaine
- Oued Awwal
- Oued Tanarut
- Oued Maymoun
- Oued Majer - près de Zliten
- Oued al Mujaynin
- Oued Turghut (ouest)
- Oued al-Masid
- Oued Turghut (est)
- Oued Labdah
- Oued Ki'am (Oued Targhalat) - le seul cours d'eau pérenne de Libye
- Oued Sawfajjin
- Oued Zamzam
- Oued Bey al Kabir
- Oued Thamit
- Oued Jarif
- Oued Tilal
- Oued ar Rijl ( Oued Matratin)

## Fezzan
- Oued Tanezzuft
- Oued Barjuj
- Oued cendre Shati
- Oued Umm al Ara'is
- Oued un Nashu

## Cyrénaïque
- Oued al-Qattarah
- Oued Derna
- Oued al-Khalij
- Oued Hussein
- Oued al Mu'allaq
- Oued à Tamimi
- Oued al Farigh
- Oued al-Hamim